# Оукдейл (Теннессі)
Оукдейл (англ. Oakdale) — місто (англ. town) в США, в окрузі Морган штату Теннессі. Населення — 191 особа (2020).

## Географія
Оукдейл розташований за координатами 35°59′34″ пн. ш. 84°33′24″ зх. д. / 35.99278° пн. ш. 84.55667° зх. д. (35.992809, -84.556638).  За даними Бюро перепису населення США в 2010 році місто мало площу 2,21 км², з яких 2,16 км² — суходіл та 0,06 км² — водойми.

## Демографія
Згідно з переписом 2010 року, у місті мешкало 212 осіб у 78 домогосподарствах у складі 58 родин. Густота населення становила 96 осіб/км².  Було 98 помешкань (44/км²).
Расовий склад населення:
| - 95,3 % — білих - 0,9 % — азіатів - 0,5 % — вихідців з тихоокеанських островів - 0,5 % — корінних американців |

До двох чи більше рас належало 2,8 %. Частка іспаномовних становила 1,4 % від усіх жителів.
За віковим діапазоном населення розподілялося таким чином: 29,2 % — особи молодші 18 років, 60,9 % — особи у віці 18—64 років, 9,9 % — особи у віці 65 років та старші. Медіана віку мешканця становила 38,0 року. На 100 осіб жіночої статі у місті припадало 89,3 чоловіків;  на 100 жінок у віці від 18 років та старших — 92,3 чоловіків також старших 18 років.
Середній дохід на одне домашнє господарство  становив 46 794 долари США (медіана — 37 500), а середній дохід на одну сім'ю — 54 711 долар (медіана — 53 750). Медіана доходів становила 41 250 доларів для чоловіків та 29 583 долари для жінок. За межею бідності перебувало 19,4 % осіб, у тому числі 30,4 % дітей у віці до 18 років та 9,1 % осіб у віці 65 років та старших.
Цивільне працевлаштоване населення становило 63 особи. Основні галузі зайнятості: освіта, охорона здоров'я та соціальна допомога — 27,0 %, виробництво — 20,6 %, науковці, спеціалісти, менеджери — 19,0 %.